# 상호부조론

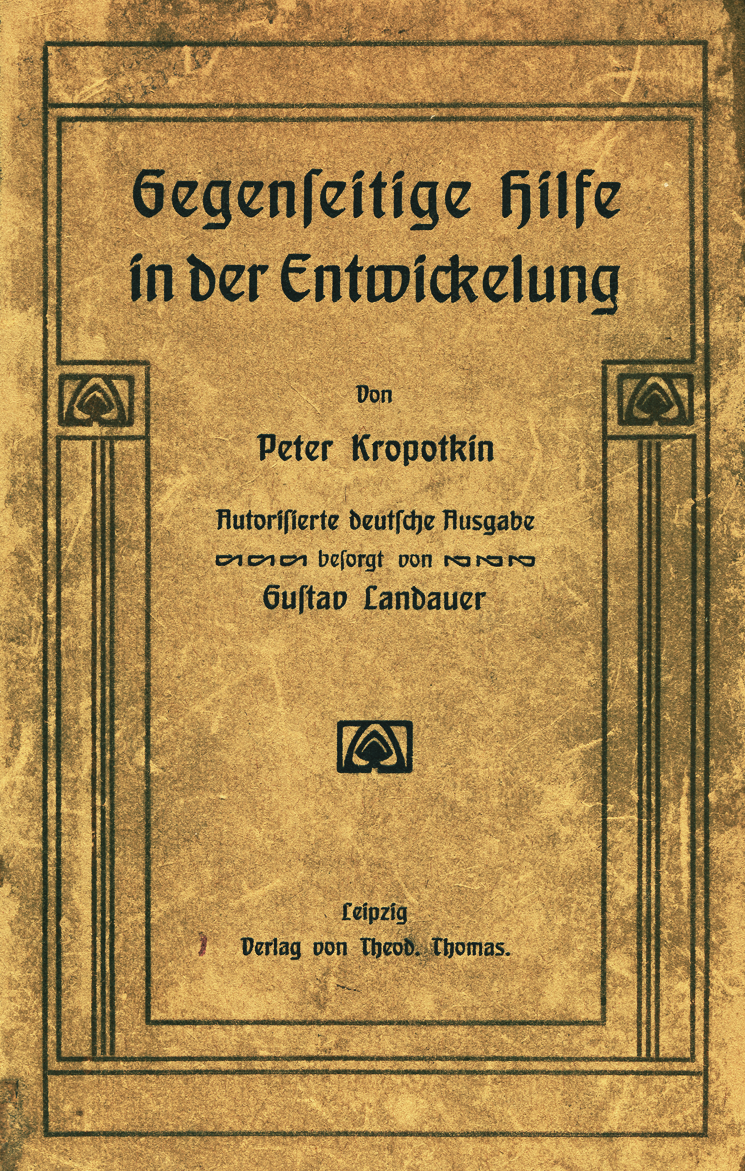

《상호부조론》은 박물학자이자 아나키스트 철학자인 표트르 크로폿킨 이 1902년에 쓴 인류학적 수필 모음집이다. 1890년과 1896년 사이에 영국의 정기간행물 The Nineteenth Century에 처음 출판된 에세이는 과거와 현재 모두에서 동물의 왕국과 인간 사회에서 상호 유익한 협력과 호혜주의 (또는 " 상호 원조")의 역할을 탐구한다. 경쟁과 적자생존을 강조하는 사회적 다윈주의 이론과 협력이 보편적인 사랑에서 비롯된다고 생각한 장 자크 루소 등의 작가들의 낭만적 묘사에 대한 주장이다. 대신 크로폿킨은 상호 원조가 인간과 동물 공동체의 생존에 실용적인 이점이 있으며 양심과 함께 자연 선택을 통해 촉진되었다고 주장한다.
《상호부조론》은 무정부주의 공산주의의 기본 텍스트로 간주된다. 그것은 맑스주의자 들의 역사적 유물론에 대한 대안으로서 공산주의의 과학적 기초를 제시한다. 크로폿킨은 동물의 왕국, 토착 및 초기 유럽 사회, 중세 자유 도시 (특히 길드를 통한), 19세기 후반 마을, 노동 운동 및 가난한 사람들에서 번영과 생존을 위한 상호 원조의 중요성을 고려한다. 그는 특히 사유 재산의 부과를 통해 역사적으로 중요한 상호 원조 기관을 파괴 한 국가를 비판한다.
많은 생물학자들은 협력에 대한 과학적 연구에서 중요한 촉매제라고 생각한다.

## 같이 보기
- 동물행동학
- 진화 인류학
- 심리 이기주의